# 3329 Golay
A 3329 Golay (ideiglenes jelöléssel 1985 RT1) a Naprendszer kisbolygóövében található aszteroida. Paul Wild fedezte fel 1985. szeptember 12-én.